# Марди Гра
Марди Гра је карневал који почиње дан уочи почетка ускршњег поста, слави се у многим земљама широм света који углавном имају већинску католичку популацију. Као и остали карневали Мард Гра означава доба прославе током ускршњег постa. Обележава се у фебруару и марту. За време прославе се оргaнизује парада, током које се учесници маскирају, плешу и приказују циркуске и друге вештине. Најчувенији карневали се организују у Рио де Жанеру, Венецији и Њу Орлеансу и привлаче хиљаде туриста широм света.
Луизијана је једина држава у којој је Марди Гра званичан празник од 1875. године. Током дуге историје овог карневала за време рата, временских неприлика и политичких криза парада је одлагана, али становници су увек славили.
Марди Гра је израз на француском који у преводу значи Mасни уторак.  Масни уторак датира још из паганских времена када су људи славили пролеће и плодност. Са експанзијом хришћанства Марди Гра се проширио преко Рима до осталих европских држава. Масни уторак може да буде било који уторак у између трећег и деветог марта у зависност када пада Ускрс те године. Сезона карневала почиње од шестог јануара и траје све до Масног уторка. У току тог периода кроз град пође око 75 парада, град од карневала има директну зараду од 164 милиона долара.

## Историја
Први Марди Гра у Њу Орлеансу се одржао 3. марта 1699. године када су француски истраживачи стигли на подручје данашњег Њу Орлеанса у Луизијани. Досељеници су одржали малу прославу и то место назвали по Масном уторку тј. Марди Гра. У наредним деценијама становници места су наставили да прослављају празник Марди Гра организујући уличне забаве, маскиране балове и богате вечере. Доласком Шпанаца укинута је прослава Марди Гра. Tако је било све док Луизијана није постала део Сједињених Америчких Државa 1812. године. 1837. године  је забележена прва парада Марди Гра која се одржала у Њу Орлеансу. 1857. године тајно друштво богатих људи из Њу Орлеанса које се звало „Mistick Krewe of Comus“ је организовало парадау Марди Гра и тиме cy постали званични организатори параде све до данас.

### Ефекти урагана Катрине
Несрећа коју је узроковао ураган Катрина августа 2005. године је покренула дискусију о прослави Марги Гра карневала у будућности, међутим економски ефекти карневала су одувек били веома битни за опоравак града. Уз велики напор 2006. године је ипак одржана парада, костими и дизајн парадних кола су били веома сатирични и тематски посвећени урагану.

## Традиционалне боје
Званичне боје карневала су зелена, златна и  љубичаста  које су осмишљене 1872. године од стане организације „Rex". И ако је симболика боја карневала непозната, данас постоји теорија која симболику боја повезије са хералдиком. Љубицаста боја асоцира на аристократију, бела  боја је избегавана из разлога што се често користила на разним заставама других држава. Редослед боја је зелена, златна и љубичаста и поштује правило тинктуре према ком златна или сребрна треба да стоје између друге две боје.

## Маске и костими
У Њу Ореансу маске и костими  ретко јавно носе пре Масног уторка људи који не припадају друштвеним организацијама које организују Марди Гра али их редовно носе на Масни уторак. На Масни уторак закон који забрањује јавно маскирање је суспендован тог дана. Банке су затворене а радње стављају обавештења у коме моле грађане да скину  своје маске пре уласка. На овај начин се успоставља ред у грaду током тог дана.
Под термином ” Throws” се подразумевају предмети који се бацају учесницима параде и гледаоцима са парадних кола. До 60-их година двадесетог века  најчешће су се бацале траке од стаклених куглица које су   прво увожене из Јапана а затим и из Чехословачке. После 60-их година двадесетог века пластичне  куглице  су замениле стаклене зато што су биле јефтиније и трајније од стаклених куглица. Пластичне куглице су ce првобитно увозили из Хонгконга, потом са Тајвана и у скорије времена из Кине. Током 90-их година људи су изгубили интересовање за пластичне куглице остављајући их на земљи и тиме повећали количину смећа, који је постао један од битних проблема за  град Њу Ореанс.

## Проблем са пластичним отпадом
Данас, постоје организације као сто је „Verdi Gras“ и групе људи широм Њу Орлеанса  које су посвећене циљу да учине празник Марди Гра одрживим за животну средину. Становник Њу Орлеанса који је уједно и члан друштвене организације  која органзују параде каже као је град некад мерио успех Марди Гра по количини отпада која је из њега остала.
  Током 2018 године санитарне службе града су скупиле  преко 1 200 тона отпада после парада. Једно од решења за оваој проблем је да се поново употребе куглице које се баце сваке године. Једна од непрофитабиланих организација скупља куглуце после параде и ангажују људе који имају проблеме  у менталном развоју да поправе украсе  које поново продају друштвеним организацијама. Још једно од могућих решења нуди биолог са дрзавног универзитета у Луизијани који развија технологију биоразградивих куглица које би биле направљене од једне врста алге. На жалост ништа не мозе да се упореди са ценом јефтиних пластицних куглица.

## Најпознатији Марди Гра фестивала у свету

### Веракруз (Мексико)
У Веракрузу у Мексико карневал почиње 8 дана пре поста у коме се спаљује лик сатане или непопуларна политичка фигура у знак мржње. За време парада међу децом бирају краљицу и краља карневала. Кулминација карневала је ироницна сахрана Хуана који представља симбол фестивала.

### Тринидаду и Тобагo
Главни град државе Тринидад и Тобаго чувен је по својим карневалима. Реч је о највећем догађају таквог типа на Карибима, током којег се често преплићу прославе робова" с католичким обичајима. У Тринидаду и Тобагу карневал се прославља извођењем метал музике током целе ноћи док на све стране лети боја, уље и истопљена цоколада.

### Венецијa
У Венецији која се сматра мајком свих Марди Гра прослава јер је карневал први пут организован јос у 13 веку. Када је употребљена реч карневал што значи са латинског  carne(месо) и vale(збогом) опростај  од меса. Карневал почиње две суботе пре чисте среде и завршава се на велики четвртак. За то време можете да уживате у разним концертима и парадама које су бесплатне за посетиоце.

### Келн
У Келну у Немачкој прославе почињу 11  новембра у 11 сати пре подне  и дешавају се током целе зиме. Организују се стотине догађаја укљулујући параде, балове и концерте. У неким деловима Немачке људи облаче смесне костиме.

### Риo де Жанеирo
Најпознатији и највећи карневал на свету одржава се сваке године у Рију де Жанеиру. Реч је о једном од најважнијих догађаја за бразилску културу, који почиње 40 дана пре Ускрса. На улице тада излази неколико милиона људи, плеше се самба, а забава траје у целом граду.